# Nomada latifrons
Nomada latifrons är en biart som beskrevs av Cockerell 1903. Nomada latifrons ingår i släktet gökbin, och familjen långtungebin. Inga underarter finns listade i Catalogue of Life.